# Thomas Bell Aldrich
Thomas Bell Aldrich (ur. 1861, zm. 1939) – amerykański naukowiec, fizjolog i biochemik.
Wraz z Jokichi Takamine podczas prowadzenia badań wyizolował substancję czynną - pierwszy odkryty hormon. Takamine nadał mu nazwę adrenalina, a Aldrich opracował wzór strukturalny tego związku.